# Uroleucon littorale
Uroleucon littorale är en insektsart som först beskrevs av Blanchard 1939.  Uroleucon littorale ingår i släktet Uroleucon och familjen långrörsbladlöss. Inga underarter finns listade i Catalogue of Life.